# Hendeola woodwardi
Hendeola woodwardi is een hooiwagen uit de familie Triaenonychidae.